# Мрежино
Мрежино (пол. Mrzeżyno, нім. Treptower Deep, після 1930 року часто Регамюнде) — село з морським портом для риболовлі, в якому мешкає 1600 постійних мешканців, літній курорт в Грифіцькому повіті у гирлі річки Реги, Польща. Оздоровчий курорт з багатьма пансіонатами, кемпінгами та спацентром, може прийняти приблизно 6800 відвідувачів у понад 40 закладах відпочинку. Раніше на картах воно мало назву Ost Deep або Treptower Deep.
Село розміщене приблизно за 10 кілометрів на північ від Требятова, 27 км на північ від Грифіце та 94 км на північний схід від регіональної столиці Щецина. Це особлива зона охорони природи відповідно до програми Європейського Союзу Natura 2000. Населення налічує 1727 осіб, (2009).

## Історія

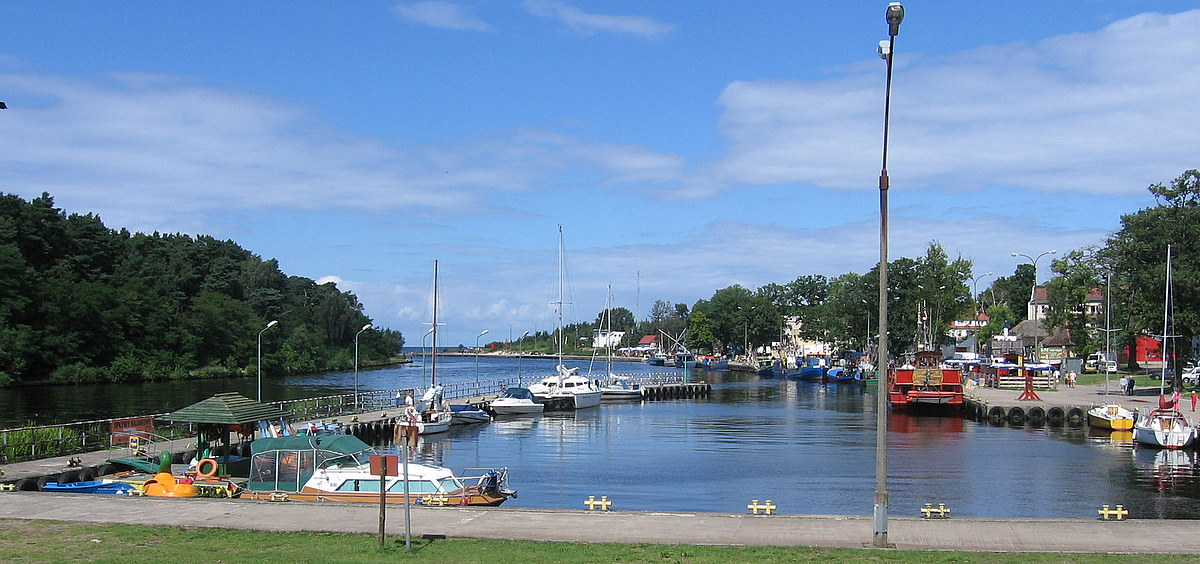
Гавань для яхт

До середини XV століття на місці сьогоднішнього міста існувало лише невелике рибальське селище. Річка Рега текла через озеро Реско Приморське на схід і впадала в Балтійське море біля сьогоднішнього села Дзьвіжино. Коли після руйнівного зимового шторму притока Рега замулилася від озера, громадяни ганзейського міста Трептов-на-Резі (нім. Treptow an der Rega) вирішили прокопати відгалужувальний канал до моря за 2,5 км на південь від Мрежино. Це скоротило важливий судноплавний шлях від Трептова до моря і дало велику торгову перевагу. Однак пізніше порт замулився і до нього уже не могли підходити більші кораблі.
Морський курорт у Мрежино бере свій початок з кінця XVIII століття. У 1859 році перші земельні ділянки для будинків відпочинку були відокремлені від общинних земель. Першим курортником можна вважати генерала Гебгарда фон Блюхера, переможця Ватерлоо, який у 1807—1808 роках дислокувався зі своїм полком у Требятові і часто приймав морські ванни в Мрежино. У 1842 році Отто Бісмарк, ще як юнак, теж скористався прекрасними пляжами Мрежино. Для мешканців це було дивиною, оскільки до початку XIX століття громадські морські лазні вважалися чимось непристойним. У школах та церквах це порівнювали з розпустою та зловживанням алкоголем. Найбільшого розквіту курорт досяг перед Першою світовою війною, коли у 1912 році від Требятова до Мрежино була прокладена вузькоколійна залізнична лінія. Курорт знову відкрили після війни.

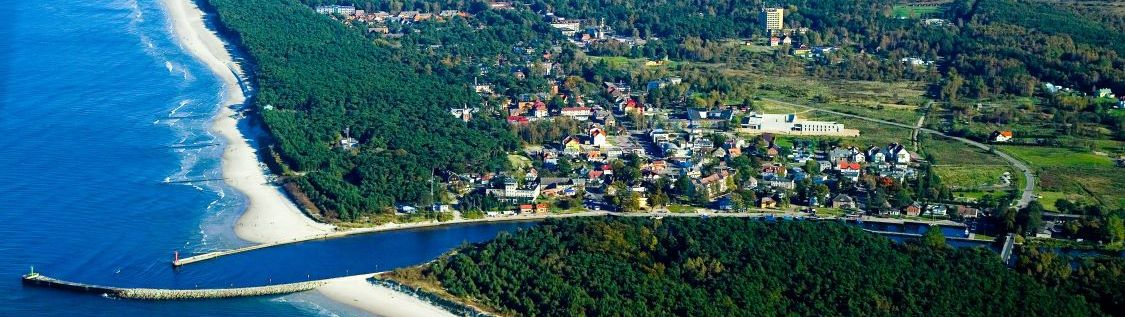
Порт і східна частина села Мрежино

Згідно з Потсдамською конференцією, яка передала більшу частину німецької провінції Померанія до Народної Республіки Польща, перше післявоєнне Весілля Польщі з морем відбулося в Мрежино 17 березня 1945 року, коли Регамюнде (Regamünde) став частиною Польщі.
Мрежино лежить в гирлі річки Рега, яка є гідрологічною віссю міста. Старе русло річки — Стара Рега, з'єднує Регу з озером Ресько-Приморським. У селі є популярний пляж. Щороку в липні та серпні Мрежино відвідує багато польських і німецьких туристів. Правий берег річки Рега розвиненіший, ніж лівий, де є лише одне поселення.

## Клімат
Клімат Мрежино формується під сильним домінуючим впливом Балтійського моря, в кліматичній зоні з переважанням модифікуючих впливів Атлантичного океану. В повітрі багато корисного для здоров'я аерозолю з частинок морської солі та йоду, який поширюється на 200 м углиб суші, але найвища його концентрація на пляжі. Він має здатність глибоко проникати в найвіддаленіші відділи дихальних шляхів, що пояснює його сприятливий вплив при захворюваннях цих дихальних шляхів.

## Транспорт
До Мрежино веде провінційна дорога № 109, яка з'єднує село з гміною та національною дорогою № 6. Дві повітові дороги ведуть до Бечинки (13 км) та до Колобжега (18 км). Мрежино має пряме автобусне сполучення із Щецином, По́знанню та Варшавою, а в літній сезон існує лінія до Катовиць та Вроцлава. Найближчі залізничні станції — у Требятові (11 км) та Колобжезі (19 км). Найближчий аеропорт — Щецин-Голенюв, до якого 81 км від міста Мрежино.

## Культура
У 1924–1935 роках американський художник німецького походження Лайонел Файнінґер щоліта приїзджав до Мрежино. Тут він відкрив для себе атмосферу рибальського села. Тодішнє маленьке приморське містечко зачарувало художника. Сюжетами його робіт були соснові ліси, дюни, широкі пляжі, блакитне небо та інші прибережні ландшафти. Незважаючи на те, що Файнінґер не повернувся сюди після 1935 року, Мрежино вплинуло на його подальшу творчість, оскільки він використовував попередні ескізи, коли писав пізніші картини.